# NFL 2016
Die NFL-Saison 2016 war die 97. Saison im American Football in der National Football League (NFL). Die Regular Season begann am 8. September 2016. Die Saison endete mit dem Super Bowl LI am 5. Februar 2017 im NRG Stadium in Houston, Texas.
Nach 21 Jahren in St. Louis waren die Rams seit dieser Saison wieder in Los Angeles beheimatet. Die Minnesota Vikings spielten ihre erste Saison im neuen U.S. Bank Stadium, das auf dem Gelände des Hubert H. Humphrey Metrodomes, ihrer ehemaligen Heimstätte, erbaut wurde.

## Regeländerungen
Beim jährlichen Besitzertreffen am 22. März 2016 ergaben sich folgende Regeländerungen:
- Jegliche Chop-Blocks unterhalb der Gürtellinie sind verboten
- Der Bereich, ab dem ein Spieler von hinten nicht mehr heruntergezogen werden darf (Horse-collar Tackle), wird vom Ansatz der Shoulder-Pads auf den Bereich oberhalb des Namenszuges erweitert
- Nimmt ein Team eine unberechtigte Auszeit, wird dies als Spielverzögerung gewertet
- Berührt ein Spieler innerhalb des Feldes den Ball, nachdem er bereits ins Aus gelaufen war, gibt es keine Raumstrafe mehr, der Verlust eines Downs bleibt
- Alle Trainer, die Spielzüge ansagen, dürfen unabhängig von ihrem Aufenthaltsort Funkkontakt haben

Zudem wurde am 23. März 2016 probeweise für ein Jahr eingeführt, dass ein Touchback zur 25-Yard-Linie führt und ein Spieler, der innerhalb eines Spiels zwei Strafen für unsportliches Verhalten verursacht, vom Spiel ausgeschlossen wird.
Beim Besitzertreffen am 24. Mai 2016 wurde entschieden, dass zur Saison 2016 die korrekte Umsetzung einer Strafe, die Anzahl an Downs, die verbliebene Spielzeit und der Ort eines Fouls per Videobeweis überprüfbar sind. Zusätzlich dürfen die Schiedsrichter die Liga-Offiziellen in New York anrufen, um die korrekte Anwendung der Spielregeln sicherzustellen.
Zusätzlich wurde eingeführt, dass die Teams den Spieler, welchen sie beabsichtigen, von der Injured Reserve List zurückzuholen, nicht mehr beim Platzieren auf dieser Liste markieren müssen und so situationsunabhängiger reagieren können.

## NFL Draft

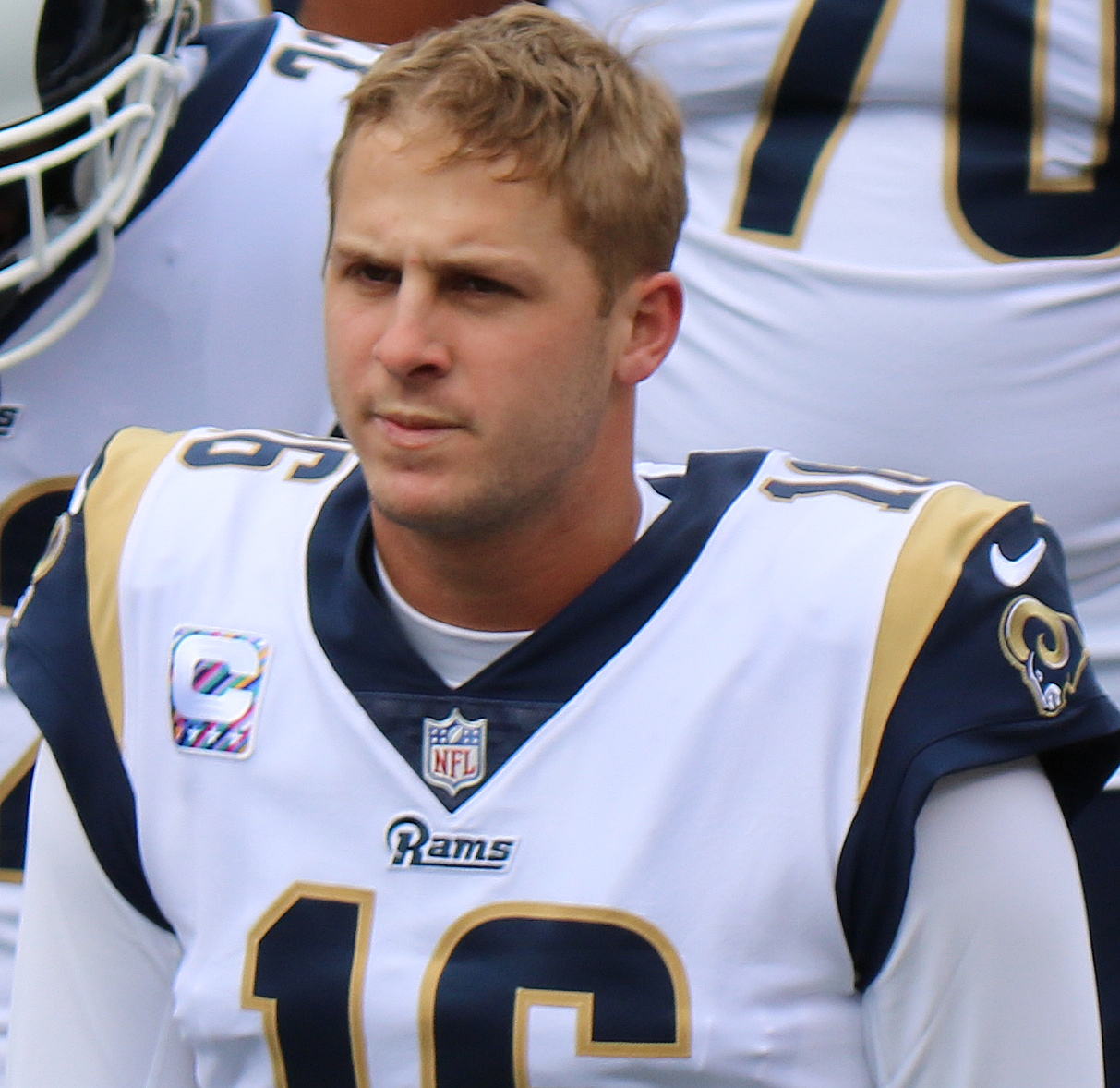
Jared Goff wurde als erster Spieler im NFL Draft 2016 ausgewählt.

Der NFL Draft 2016 fand vom 28. bis 30. April in Chicago statt und lief über sieben Runden, in denen 253 Spieler ausgewählt wurden. Durch einen Tausch der Draftrechte gaben die Tennessee Titans ihren Erstrunden-Pick an die Los Angeles Rams ab, die dadurch den Quarterback Jared Goff als ersten Spieler im Draft auswählten. Im Draft 2016 schrieb auch Moritz Böhringer Geschichte, da er der erste Spieler wurde, der ohne ein College besucht zu haben, direkt aus Europa in die NFL gedraftet wurde.

## Regular Season
Die Regular Season begann am 8. September 2016 mit der Neuauflage des Super Bowl 50. Die Denver Broncos gewannen dabei zu Hause gegen die Carolina Panthers knapp mit 21:20. Sie umfasste 256 Spiele, die in 17 Spielwochen ausgetragen wurden, wobei jedes Team 16 Spiele absolvierte und eine spielfreie Woche (Bye Week) zwischen der vierten und der zwölften Woche hatte. 17 Spiele wurden als Monday Night Game ausgetragen, davon zwei als Doubleheader in der ersten Woche. Am letzten Wochenende fanden alle Spiele am Sonntag statt. Es gab ebenfalls 17 Spiele am Donnerstag (Thursday Night) beginnend mit dem Eröffnungsspiel am 8. September und Spielen an Thanksgiving. In den 16 Spielen der 17. Woche am 1. Januar 2017 trafen alle Mannschaften – wie seit 2010 üblich – auf einen Gegner aus ihrer Division.
Jedes Team spielte gegen 13 andere Teams. Zwei Mal spielte es gegen die drei anderen Teams aus seiner Division (zusammen sechs Spiele). Zusätzlich spielte jedes Team – auf Rotationsbasis – gegen alle vier Teams aus einer anderen Division seiner Conference (zusammen vier Spiele). Weitere zwei Spiele wurden gegen die zwei verbleibenden Teams derselben Conference ausgetragen, die in der Saison zuvor in ihrer Division auf demselben Platz endeten wie das gegnerische Team (wenn ein Team den dritten Platz belegt hatte, spielte es somit gegen alle drei Drittplatzierten seiner Conference). Die verbleibenden vier Spiele wurden im Inter-Conference-Vergleich ausgetragen. Auf Rotationsbasis treffen dazu jeweils zwei Divisionen zusammen. In der Saison 2016 sah der Spielplan dafür folgende Verteilung vor:
| Intraconference | Intraconference | Intraconference | Interconference | Interconference | Interconference |
| --------------- | --------------- | --------------- | --------------- | --------------- | --------------- |
| AFC North       | vs              | AFC East        | AFC East        | vs              | NFC West        |
| AFC South       | vs              | AFC West        | AFC North       | vs              | NFC East        |
| NFC North       | vs              | NFC East        | AFC South       | vs              | NFC North       |
| NFC South       | vs              | NFC West        | AFC West        | vs              | NFC South       |

### Spiele im Rahmen der NFL International Series
Wie bereits in den Vorjahren fanden Regular-Season-Spiele im Rahmen der NFL International Series statt. Zum ersten Mal wurden jedoch vier Spiele außerhalb der USA ausgetragen, wobei zwei Spiele im Wembley-Stadion, ein Spiel im Twickenham Stadium und zusätzlich wieder seit 2005 ein Spiel in Mexiko-Stadt im Aztekenstadion ausgetragen wurde.

### Division
| AFC East             | AFC East | AFC East | AFC East | AFC East | AFC East | AFC East | AFC East | AFC East | AFC East | AFC East | AFC East |
| Team                 | S        | N        | U        | SQ       | P+       | P−       | Diff.    | TD       | DIV      | CONF     | Serie    |
| -------------------- | -------- | -------- | -------- | -------- | -------- | -------- | -------- | -------- | -------- | -------- | -------- |
| New England Patriots | 14       | 2        | 0        | 0,875    | 441      | 250      | +191     | 51       | 5–1      | 11–1     | 7S       |
| Miami Dolphins       | 10       | 6        | 0        | 0,625    | 363      | 380      | −17      | 45       | 4–2      | 7–5      | 1N       |
| Buffalo Bills        | 7        | 9        | 0        | 0,438    | 399      | 378      | +21      | 49       | 1–5      | 4–8      | 2N       |
| New York Jets        | 5        | 11       | 0        | 0,313    | 275      | 409      | −134     | 28       | 2–4      | 4–8      | 1S       |

| NFC East            | NFC East | NFC East | NFC East | NFC East | NFC East | NFC East | NFC East | NFC East | NFC East | NFC East | NFC East |
| Team                | S        | N        | U        | SQ       | P+       | P−       | Diff.    | TD       | DIV      | CONF     | Serie    |
| ------------------- | -------- | -------- | -------- | -------- | -------- | -------- | -------- | -------- | -------- | -------- | -------- |
| Dallas Cowboys      | 13       | 3        | 0        | 0,813    | 421      | 306      | +115     | 49       | 3–3      | 9–3      | 1N       |
| New York Giants     | 11       | 5        | 0        | 0,688    | 310      | 284      | +26      | 36       | 4–2      | 8–4      | 1S       |
| Washington Redskins | 8        | 7        | 1        | 0,531    | 396      | 383      | +13      | 43       | 3–3      | 6–6      | 1N       |
| Philadelphia Eagles | 7        | 9        | 0        | 0,438    | 367      | 331      | +36      | 37       | 2–4      | 5–7      | 2S       |

| AFC North           | AFC North | AFC North | AFC North | AFC North | AFC North | AFC North | AFC North | AFC North | AFC North | AFC North | AFC North |
| Team                | S         | N         | U         | SQ        | P+        | P−        | Diff.     | TD        | DIV       | CONF      | Serie     |
| ------------------- | --------- | --------- | --------- | --------- | --------- | --------- | --------- | --------- | --------- | --------- | --------- |
| Pittsburgh Steelers | 11        | 5         | 0         | 0,688     | 399       | 327       | +72       | 47        | 5–1       | 9–3       | 7S        |
| Baltimore Ravens    | 8         | 8         | 0         | 0,500     | 343       | 321       | +22       | 32        | 4–2       | 7–5       | 2N        |
| Cincinnati Bengals  | 6         | 9         | 1         | 0,406     | 325       | 315       | +10       | 35        | 3–3       | 5–7       | 1S        |
| Cleveland Browns    | 1         | 15        | 0         | 0,063     | 264       | 452       | −188      | 29        | 0–6       | 1–11      | 1N        |

| NFC North         | NFC North | NFC North | NFC North | NFC North | NFC North | NFC North | NFC North | NFC North | NFC North | NFC North | NFC North |
| Team              | S         | N         | U         | SQ        | P+        | P−        | Diff.     | TD        | DIV       | CONF      | Serie     |
| ----------------- | --------- | --------- | --------- | --------- | --------- | --------- | --------- | --------- | --------- | --------- | --------- |
| Green Bay Packers | 10        | 6         | 0         | 0,625     | 432       | 388       | +44       | 51        | 5–1       | 8–4       | 6S        |
| Detroit Lions     | 9         | 7         | 0         | 0,563     | 346       | 358       | −12       | 36        | 3–3       | 7–5       | 3N        |
| Minnesota Vikings | 8         | 8         | 0         | 0,500     | 327       | 307       | +20       | 36        | 2–4       | 5–7       | 1S        |
| Chicago Bears     | 3         | 13        | 0         | 0,188     | 279       | 399       | −120      | 32        | 2–4       | 3–9       | 4N        |

| AFC South            | AFC South | AFC South | AFC South | AFC South | AFC South | AFC South | AFC South | AFC South | AFC South | AFC South | AFC South |
| Team                 | S         | N         | U         | SQ        | P+        | P−        | Diff.     | TD        | DIV       | CONF      | Serie     |
| -------------------- | --------- | --------- | --------- | --------- | --------- | --------- | --------- | --------- | --------- | --------- | --------- |
| Houston Texans       | 9         | 7         | 0         | 0,563     | 279       | 328       | −49       | 25        | 5–1       | 7–5       | 1N        |
| Tennessee Titans     | 9         | 7         | 0         | 0,563     | 381       | 378       | +3        | 46        | 2–4       | 6–6       | 1S        |
| Indianapolis Colts   | 8         | 8         | 0         | 0,500     | 411       | 392       | +19       | 47        | 3–3       | 5–7       | 1S        |
| Jacksonville Jaguars | 3         | 13        | 0         | 0,188     | 318       | 400       | −82       | 34        | 2–4       | 2–10      | 1N        |

| NFC South            | NFC South | NFC South | NFC South | NFC South | NFC South | NFC South | NFC South | NFC South | NFC South | NFC South | NFC South |
| Team                 | S         | N         | U         | SQ        | P+        | P−        | Diff.     | TD        | DIV       | CONF      | Serie     |
| -------------------- | --------- | --------- | --------- | --------- | --------- | --------- | --------- | --------- | --------- | --------- | --------- |
| Atlanta Falcons      | 11        | 5         | 0         | 0,688     | 540       | 406       | +134      | 63        | 5–1       | 9–3       | 4S        |
| Tampa Bay Buccaneers | 9         | 7         | 0         | 0,563     | 354       | 369       | −15       | 41        | 4–2       | 7–5       | 1S        |
| New Orleans Saints   | 7         | 9         | 0         | 0,438     | 469       | 454       | +15       | 55        | 2–4       | 6–6       | 1N        |
| Carolina Panthers    | 6         | 10        | 0         | 0,375     | 369       | 402       | −33       | 40        | 1–5       | 5–7       | 2N        |

| AFC West           | AFC West | AFC West | AFC West | AFC West | AFC West | AFC West | AFC West | AFC West | AFC West | AFC West | AFC West |
| Team               | S        | N        | U        | SQ       | P+       | P−       | Diff.    | TD       | DIV      | CONF     | Serie    |
| ------------------ | -------- | -------- | -------- | -------- | -------- | -------- | -------- | -------- | -------- | -------- | -------- |
| Kansas City Chiefs | 12       | 4        | 0        | 0,750    | 389      | 311      | +78      | 42       | 6–0      | 9–3      | 2S       |
| Oakland Raiders    | 12       | 4        | 0        | 0,750    | 416      | 385      | +31      | 47       | 3–3      | 9–3      | 1N       |
| Denver Broncos     | 9        | 7        | 0        | 0,563    | 333      | 297      | +36      | 35       | 2–4      | 6–6      | 1S       |
| San Diego Chargers | 5        | 11       | 0        | 0,313    | 410      | 423      | −13      | 48       | 1–5      | 4–8      | 5N       |

| NFC West            | NFC West | NFC West | NFC West | NFC West | NFC West | NFC West | NFC West | NFC West | NFC West | NFC West | NFC West |
| Team                | S        | N        | U        | SQ       | P+       | P−       | Diff.    | TD       | DIV      | CONF     | Serie    |
| ------------------- | -------- | -------- | -------- | -------- | -------- | -------- | -------- | -------- | -------- | -------- | -------- |
| Seattle Seahawks    | 10       | 5        | 1        | 0,656    | 354      | 292      | +62      | 37       | 3–2–1    | 6–5–1    | 1S       |
| Arizona Cardinals   | 7        | 8        | 1        | 0,469    | 418      | 362      | +56      | 51       | 4–1–1    | 6–5–1    | 2S       |
| Los Angeles Rams    | 4        | 12       | 0        | 0,250    | 224      | 394      | −170     | 24       | 2–4      | 3–9      | 7N       |
| San Francisco 49ers | 2        | 14       | 0        | 0,125    | 309      | 480      | −171     | 36       | 2–4      | 2–10     | 1N       |

Quelle: nfl.com

### Conference
| AFC             | AFC                  | AFC             | AFC             | AFC             | AFC             | AFC             | AFC             | AFC             |
| Platz           | Team                 | Division        | S               | N               | U               | SQ              | DIV             | CONF            |
| Divisionssieger | Divisionssieger      | Divisionssieger | Divisionssieger | Divisionssieger | Divisionssieger | Divisionssieger | Divisionssieger | Divisionssieger |
| --------------- | -------------------- | --------------- | --------------- | --------------- | --------------- | --------------- | --------------- | --------------- |
| 1               | New England Patriots | East            | 14              | 2               | 0               | 0,875           | 5–1             | 11–1            |
| 2               | Kansas City Chiefs   | West            | 12              | 4               | 0               | 0,750           | 6–0             | 9–3             |
| 3               | Pittsburgh Steelers  | North           | 11              | 5               | 0               | 0,688           | 5–1             | 9–3             |
| 4               | Houston Texans       | South           | 9               | 7               | 0               | 0,563           | 5–1             | 7–5             |
| Wild Cards      |                      |                 |                 |                 |                 |                 |                 |                 |
| 5               | Oakland Raiders      | West            | 12              | 4               | 0               | 0,750           | 3–3             | 9–3             |
| 6               | Miami Dolphins       | East            | 10              | 6               | 0               | 0,625           | 4–2             | 7–5             |
| Ausgeschieden   |                      |                 |                 |                 |                 |                 |                 |                 |
| 7               | Tennessee Titans     | South           | 9               | 7               | 0               | 0,563           | 2–4             | 6–6             |
| 8               | Denver Broncos       | West            | 9               | 7               | 0               | 0,563           | 2–4             | 6–6             |
| 9               | Baltimore Ravens     | North           | 8               | 8               | 0               | 0,500           | 4–2             | 7–5             |
| 10              | Indianapolis Colts   | South           | 8               | 8               | 0               | 0,500           | 3–3             | 5–7             |
| 11              | Buffalo Bills        | East            | 7               | 9               | 0               | 0,438           | 1–5             | 4–8             |
| 12              | Cincinnati Bengals   | North           | 6               | 9               | 1               | 0,406           | 3–3             | 5–7             |
| 13              | New York Jets        | East            | 5               | 11              | 0               | 0,313           | 2–4             | 4–8             |
| 14              | San Diego Chargers   | West            | 5               | 11              | 0               | 0,313           | 1–5             | 4–8             |
| 15              | Jacksonville Jaguars | South           | 3               | 13              | 0               | 0,188           | 2–4             | 2–10            |
| 16              | Cleveland Browns     | North           | 1               | 15              | 0               | 0,063           | 0–6             | 1–11            |

| NFC             | NFC                  | NFC             | NFC             | NFC             | NFC             | NFC             | NFC             | NFC             |
| Platz           | Team                 | Division        | S               | N               | U               | SQ              | DIV             | CONF            |
| Divisionssieger | Divisionssieger      | Divisionssieger | Divisionssieger | Divisionssieger | Divisionssieger | Divisionssieger | Divisionssieger | Divisionssieger |
| --------------- | -------------------- | --------------- | --------------- | --------------- | --------------- | --------------- | --------------- | --------------- |
| 1               | Dallas Cowboys       | East            | 13              | 3               | 0               | 0,813           | 3–3             | 9–3             |
| 2               | Atlanta Falcons      | South           | 11              | 5               | 0               | 0,688           | 5–1             | 9–3             |
| 3               | Seattle Seahawks     | West            | 10              | 5               | 1               | 0,656           | 3–2–1           | 6–5–1           |
| 4               | Green Bay Packers    | North           | 10              | 6               | 0               | 0,625           | 5–1             | 8–4             |
| Wild Cards      |                      |                 |                 |                 |                 |                 |                 |                 |
| 5               | New York Giants      | East            | 11              | 5               | 0               | 0,688           | 4–2             | 8–4             |
| 6               | Detroit Lions        | North           | 9               | 7               | 0               | 0,563           | 3–3             | 7–5             |
| Ausgeschieden   |                      |                 |                 |                 |                 |                 |                 |                 |
| 7               | Tampa Bay Buccaneers | South           | 9               | 7               | 0               | 0,563           | 4–2             | 7–5             |
| 8               | Washington Redskins  | East            | 8               | 7               | 1               | 0,531           | 3–3             | 6–6             |
| 9               | Minnesota Vikings    | North           | 8               | 8               | 0               | 0,500           | 2–4             | 5–7             |
| 10              | Arizona Cardinals    | West            | 7               | 8               | 1               | 0,469           | 4–1–1           | 6–5–1           |
| 11              | New Orleans Saints   | South           | 7               | 9               | 0               | 0,438           | 2–4             | 6–6             |
| 12              | Philadelphia Eagles  | East            | 7               | 9               | 0               | 0,438           | 2–4             | 5–7             |
| 13              | Carolina Panthers    | South           | 6               | 10              | 0               | 0,375           | 1–5             | 5–7             |
| 14              | Los Angeles Rams     | West            | 4               | 12              | 0               | 0,250           | 2–4             | 3–9             |
| 15              | Chicago Bears        | North           | 3               | 13              | 0               | 0,188           | 2–4             | 3–9             |
| 16              | San Francisco 49ers  | West            | 2               | 14              | 0               | 0,125           | 2–4             | 2–10            |

Quelle: nfl.com
Legende:
| Siege              | Niederlagen           | Unentschieden         | SQ gewonnene Spiele (relativ) | Serie Gewonnene / verlorene Spiele in Folge | DIV Gewonnene / verlorene Spiele in der Division    |
| P+ gemachte Punkte | P− gegnerische Punkte | Diff. Punktedifferenz | TD erzielte Touchdowns        | Playoff-Teilnehmer                          | CONF Gewonnene / verlorene Spiele in der Conference |

Tie-Breaker 2016
- Houston beendete die Saison vor Tennessee in der AFC South aufgrund ihrer besseren Division-Bilanz (5–1 gegenüber 2–4 von Tennessee).
- Kansas City beendete die Saison vor Oakland in der AFC West aufgrund ihrer zwei direkten Siege.
- Detroit sicherte sich den sechsten und damit letzten Platz in der Play-off-Setzliste der NFC vor Tampa Bay aufgrund ihrer besseren Bilanz gegen gemeinsame Gegner (3–2 gegenüber 2–3 von Tampa Bay).

## Play-offs
Die Play-offs begannen am 7. Januar 2017 mit der Wild Card Round und endeten am 5. Februar 2017 mit dem Super Bowl LI im NRG Stadium in Houston.
Das Divisional-Spiel am 15. Januar 2017 zwischen den Pittsburgh Steelers und den Kansas City Chiefs wurde aufgrund schlechter Wetterbedingungen um sieben Stunden nach hinten verschoben.
Der Super Bowl LI wurde von Fox ausgestrahlt. Es war der erste Super Bowl in der Geschichte der NFL, der erst in der Overtime entschieden werden konnte. Es war nach dem Super Bowl VIII von 1974 und dem Super Bowl XXXVIII von 2004 der dritte Super Bowl, der in Houston stattfand. Geleitet wurde die Partie vom Unparteiischen Carl Cheffers.
|  | Wild Card Round             | Wild Card Round             | Wild Card Round             |                              |                 | Divisional Round        | Divisional Round            | Divisional Round            |                             |  | Conference Championships | Conference Championships | Conference Championships |  |  | Super Bowl | Super Bowl | Super Bowl |
|  |                             |                             |                             |                              |                 |                         |                             |                             |                             |  |                          |                          |                          |  |  |            |            |            |
|  | 7. Jan. – CenturyLink Field | 7. Jan. – CenturyLink Field | 7. Jan. – CenturyLink Field |                              |                 | 14. Jan. – Georgia Dome | 14. Jan. – Georgia Dome     | 14. Jan. – Georgia Dome     |                             |  |                          |                          |                          |  |  |            |            |            |
|  | 7. Jan. – CenturyLink Field | 7. Jan. – CenturyLink Field | 7. Jan. – CenturyLink Field | 2                            | Atlanta         | 36                      |                             |                             |                             |  |                          |                          |                          |  |  |            |            |            |
|  | 3                           | Seattle                     | 26                          | 2                            | Atlanta         | 36                      | 22. Jan. – Georgia Dome     | 22. Jan. – Georgia Dome     | 22. Jan. – Georgia Dome     |  |                          |                          |                          |  |  |            |            |            |
|  | 3                           | Seattle                     | 26                          | 3                            | Seattle         | 20                      | 22. Jan. – Georgia Dome     | 22. Jan. – Georgia Dome     | 22. Jan. – Georgia Dome     |  |                          |                          |                          |  |  |            |            |            |
|  | 6                           | Detroit                     | 6                           | 3                            | Seattle         | 20                      | 22. Jan. – Georgia Dome     | 22. Jan. – Georgia Dome     | 22. Jan. – Georgia Dome     |  |                          |                          |                          |  |  |            |            |            |
|  | 6                           | Detroit                     | 6                           | 15. Jan. – AT&T Stadium      |                 |                         | 22. Jan. – Georgia Dome     | 22. Jan. – Georgia Dome     | 22. Jan. – Georgia Dome     |  |                          |                          |                          |  |  |            |            |            |
|  |                             |                             |                             | 2                            | Atlanta         | 44                      |                             |                             |                             |  |                          |                          |                          |  |  |            |            |            |
|  | NFC                         |                             |                             | 2                            | Atlanta         | 44                      |                             |                             |                             |  |                          |                          |                          |  |  |            |            |            |
|  |                             | 4                           | Green Bay                   | 21                           |                 |                         |                             |                             |                             |  |                          |                          |                          |  |  |            |            |            |
|  | 8. Jan. – Lambeau Field     | 4                           | Green Bay                   | 21                           |                 |                         |                             |                             |                             |  |                          |                          |                          |  |  |            |            |            |
|  | NFC Championship            |                             |                             |                              |                 |                         |                             |                             |                             |  |                          |                          |                          |  |  |            |            |            |
|  | 1                           | Dallas                      | 31                          |                              |                 |                         |                             |                             |                             |  |                          |                          |                          |  |  |            |            |            |
|  | 1                           | Dallas                      | 31                          | 4                            | Green Bay       | 38                      | 5. Feb. – NRG Stadium       | 5. Feb. – NRG Stadium       | 5. Feb. – NRG Stadium       |  |                          |                          |                          |  |  |            |            |            |
|  | 4                           | Green Bay                   | 34                          | 4                            | Green Bay       | 38                      | 5. Feb. – NRG Stadium       | 5. Feb. – NRG Stadium       | 5. Feb. – NRG Stadium       |  |                          |                          |                          |  |  |            |            |            |
|  | 4                           | Green Bay                   | 34                          | 5                            | New York Giants | 13                      | 5. Feb. – NRG Stadium       | 5. Feb. – NRG Stadium       | 5. Feb. – NRG Stadium       |  |                          |                          |                          |  |  |            |            |            |
|  | 14. Jan. – Gillette Stadium |                             |                             | 5                            | New York Giants | 13                      | 5. Feb. – NRG Stadium       | 5. Feb. – NRG Stadium       | 5. Feb. – NRG Stadium       |  |                          |                          |                          |  |  |            |            |            |
|  | 7. Jan. – NRG Stadium       | 7. Jan. – NRG Stadium       | 7. Jan. – NRG Stadium       | N2                           | Atlanta         | 28                      |                             |                             |                             |  |                          |                          |                          |  |  |            |            |            |
|  | 7. Jan. – NRG Stadium       | 7. Jan. – NRG Stadium       | 7. Jan. – NRG Stadium       | N2                           | Atlanta         | 28                      |                             |                             |                             |  |                          |                          |                          |  |  |            |            |            |
|  | 7. Jan. – NRG Stadium       | 7. Jan. – NRG Stadium       | 7. Jan. – NRG Stadium       |                              | A1              | New England             | 34*                         |                             |                             |  |                          |                          |                          |  |  |            |            |            |
|  | 7. Jan. – NRG Stadium       | 7. Jan. – NRG Stadium       | 7. Jan. – NRG Stadium       |                              | A1              | New England             | 34*                         |                             |                             |  |                          |                          |                          |  |  |            |            |            |
|  | 7. Jan. – NRG Stadium       | 7. Jan. – NRG Stadium       | 7. Jan. – NRG Stadium       | Super Bowl LI                |                 |                         |                             |                             |                             |  |                          |                          |                          |  |  |            |            |            |
|  | 7. Jan. – NRG Stadium       | 7. Jan. – NRG Stadium       | 7. Jan. – NRG Stadium       | 1                            | New England     | 34                      |                             |                             |                             |  |                          |                          |                          |  |  |            |            |            |
|  | 4                           | Houston                     | 27                          | 1                            | New England     | 34                      | 22. Jan. – Gillette Stadium | 22. Jan. – Gillette Stadium | 22. Jan. – Gillette Stadium |  |                          |                          |                          |  |  |            |            |            |
|  | 4                           | Houston                     | 27                          | 4                            | Houston         | 16                      | 22. Jan. – Gillette Stadium | 22. Jan. – Gillette Stadium | 22. Jan. – Gillette Stadium |  |                          |                          |                          |  |  |            |            |            |
|  | 5                           | Oakland                     | 14                          | 4                            | Houston         | 16                      | 22. Jan. – Gillette Stadium | 22. Jan. – Gillette Stadium | 22. Jan. – Gillette Stadium |  |                          |                          |                          |  |  |            |            |            |
|  | 5                           | Oakland                     | 14                          | 15. Jan. – Arrowhead Stadium |                 |                         | 22. Jan. – Gillette Stadium | 22. Jan. – Gillette Stadium | 22. Jan. – Gillette Stadium |  |                          |                          |                          |  |  |            |            |            |
|  |                             |                             |                             | 1                            | New England     | 36                      |                             |                             |                             |  |                          |                          |                          |  |  |            |            |            |
|  | AFC                         |                             |                             | 1                            | New England     | 36                      |                             |                             |                             |  |                          |                          |                          |  |  |            |            |            |
|  |                             | 3                           | Pittsburgh                  | 17                           |                 |                         |                             |                             |                             |  |                          |                          |                          |  |  |            |            |            |
|  | 8. Jan. – Heinz Field       | 3                           | Pittsburgh                  | 17                           |                 |                         |                             |                             |                             |  |                          |                          |                          |  |  |            |            |            |
|  | AFC Championship            |                             |                             |                              |                 |                         |                             |                             |                             |  |                          |                          |                          |  |  |            |            |            |
|  | 2                           | Kansas City                 | 16                          |                              |                 |                         |                             |                             |                             |  |                          |                          |                          |  |  |            |            |            |
|  | 2                           | Kansas City                 | 16                          | 3                            | Pittsburgh      | 30                      |                             |                             |                             |  |                          |                          |                          |  |  |            |            |            |
|  | 3                           | Pittsburgh                  | 18                          | 3                            | Pittsburgh      | 30                      |                             |                             |                             |  |                          |                          |                          |  |  |            |            |            |
|  | 3                           | Pittsburgh                  | 18                          | 6                            | Miami           | 12                      |                             |                             |                             |  |                          |                          |                          |  |  |            |            |            |
|  |                             |                             |                             | 6                            | Miami           | 12                      |                             |                             |                             |  |                          |                          |                          |  |  |            |            |            |

- Die Mannschaft mit der niedrigeren Setznummer hat Heimrecht.
- (*) nach Verlängerung

## Pro Bowl
Der Pro Bowl wurde am 29. Januar 2017, genau eine Woche vor dem Super Bowl LI im Camping World Stadium in Orlando, Florida ausgetragen. Am 2. Juni 2016 wurde bekannt gegeben, dass ab dem Pro Bowl wieder Auswahl-Mannschaften der beiden Conferences gegeneinander spielen werden. Das Team der AFC gewann mit 20:13 gegen die Auswahl der NFC.

## Proteste gegen Rassismus
Bei den Protesten gegen Rassismus in der National Football League protestierten Spieler der National Football League (NFL) seit der Saison 2016 gegen Rassismus, indem sie während der Nationalhymne der Vereinigten Staaten nicht standen oder sich anderweitig ungewöhnlich benahmen. Dies wurde kontrovers diskutiert, da das Benehmen teilweise als respektlos gegenüber den Vereinigten Staaten aufgenommen wurde.
Die Wahrnehmung der Proteste begann in der dritten Woche der Preseason 2016, als die Presse bemerkte, dass der Quarterback der San Francisco 49ers, Colin Kaepernick, während der Nationalhymne sitzen blieb. Tatsächlich saß er aber bereits während der ersten beiden Preseasonspiele, wo er jedoch nicht spielte und kein Trikot der 49ers trug.

## Trivia

### Auszeichnungen
Am 4. Februar, dem Abend vor dem Super Bowl LI, wurden die besten Spieler der abgelaufenen Saison 2016 geehrt.
| Award                             | Gewinner                     | Position                  | Team                              |
| --------------------------------- | ---------------------------- | ------------------------- | --------------------------------- |
| AP Most Valuable Player           | Matt Ryan                    | Quarterback               | Atlanta Falcons                   |
| AP Offensive Player of the Year   | Matt Ryan                    | Quarterback               | Atlanta Falcons                   |
| AP Defensive Player of the Year   | Khalil Mack                  | Defensive End             | Oakland Raiders                   |
| AP Coach of the Year              | Jason Garrett                | Head Coach                | Dallas Cowboys                    |
| AP Offensive Rookie of the Year   | Dak Prescott                 | Quarterback               | Dallas Cowboys                    |
| AP Defensive Rookie of the Year   | Joey Bosa                    | Defensive End             | San Diego Chargers                |
| AP Comeback Player of the Year    | Jordy Nelson                 | Wide Receiver             | Green Bay Packers                 |
| Walter Payton NFL Man of the Year | Larry Fitzgerald Eli Manning | Wide Receiver Quarterback | Arizona Cardinals New York Giants |

### Rekorde
Woche 1
- Cam Newton gelang sein 44. Rushing-Touchdown, wodurch er Steve Young als Rekordhalter für die meisten Rushing-Touchdowns durch einen Quarterback ablöste.[18]
- Drew Brees, Quarterback der New Orleans Saints, zog mit Peyton Manning mit den meisten 400-Passing-Yard-Spielen durch einen Quarterback gleich (17 insgesamt, Regular-Season- und Play-off-Spiele kombiniert).[19]

Woche 4
- Matt Ryan und Julio Jones sind das erste Quarterback/Wide-Receiver-Duo, das in einem Spiel 500+ Passing-Yards und 300+ Receiving Yards erreichte.[20]
- Matthew Stafford, Quarterback der Detroit Lions, brach mit 27.174 Yards den NFL-Rekord für die meisten Passing-Yards eines Quarterbacks in den ersten 100 Spielen. Den alten Rekord hielt zuvor Dan Marino.[21]

Woche 6
- Dak Prescott, Quarterback der Dallas Cowboys, brach den Rekord für die meisten aufeinander folgenden Passversuche, ohne eine Interception beim Start einer Karriere zu werfen. Den alten Rekord hielt Tom Brady mit 162 Pässen ohne Interception, wobei der neue Rekord von Prescott nun bei 176 Pässen liegt.[22]
- Drew Brees erhöhte den NFL-Rekord für die meisten 400-Passing-Yard-Spiele durch einen Quarterback auf 15. Brees erreichte auch als sechster Spieler nach Peyton Manning (Colts), Brett Favre (Packers), Dan Marino (Dolphins), Tom Brady (Patriots) und John Elway (Broncos) die Marke von 50.000 Passing-Yards mit einem Team.[23]

Woche 7
- Adam Vinatieri stellte den NFL-Rekord für die meisten aufeinanderfolgenden Regular-Season Field Goals mit 43 Field Goals ein.[24] Der ehemalige Rekordhalter war der frühere Kicker der Colts Mike Vanderjagt mit 42 Field Goals. Die Serie endete nach dem 44. Versuch in Woche 11.[25]

Woche 8
- Das Spiel zwischen den Redskins und den Bengals endete 27:27. Es war das erste Spiel in der NFL International Series, das unentschieden ausging. Gleichzeitig war es auch das erste Spiel der Serie, das in die Overtime ging. Nach 1986 und 1997 war es erst das dritte Mal, dass in einer Saison zwei Overtime-Spiele unentschieden ausgingen.[26]
- Die Raiders wurden 23-mal für 200 Yards bestraft. Sie stellten damit einen neuen Rekord für die meisten Strafen gegen ein Team in einem Spiel auf.[27]

Woche 10
- Zum ersten Mal in der Geschichte der NFL gab es an einem Tag in zwei unterschiedlichen Spielen (Cowboys gegen Steelers und Seahawks gegen Patriots) jeweils mehr als sieben Führungswechsel.[28]

Woche 11
- Zwölf verschossene PATs an einem Spieltag, davon drei in überdachten Stadien, markiert einen neuen Negativrekord für verschossene PATs.[29]
- Mit den 417 erspielten Gesamtyards, das achte aufeinanderfolgenden Spiel mit mindestens 400 erspielten Gesamtyards, zogen die Dallas Cowboys mit den New England Patriots von 2007 und den Denver Broncos von 2013 gleich, die auch in acht aufeinanderfolgenden Spielen mit mindestens 400 Yards siegen konnten.[30]
- Antonio Brown fing den 600. Bälle in seinem 96. Spiel und brauchte dazu die wenigsten Spiele in der NFL-Geschichte, um diese Marke zu erreichen. Er unterbot die frühere Bestmarke von 98 Spielen, die von Anquan Boldin gehalten wurde.[30]

Woche 12
- Mit dem Sieg der New England Patriots ist Tom Brady neben Peyton Manning der zweite Quarterback in der Geschichte der NFL, der 200 Regular Season- und Play-off-Spiele gewinnen konnte.[31] Mit dem Sieg sind die Patriots das erste Team der ehemaligen American Football League (AFL), das seitdem, inklusive den Play-offs, 500 Spiele gewinnen konnte. Brady erreichte auch als fünfter Quarterback nach Peyton Manning, Brett Favre, Drew Brees und Dan Marino die Marke von 60.000 Passing-Yards in der Regular Season.[32]

Woche 13
- Mit dem 201. Sieg  hat Tom Brady den Rekord von Peyton Manning für die meisten Siege eines Quarterbacks in Regular-Season- und Play-off-Spielen gebrochen.[33]
- Larry Fitzgerald ist der jüngste Spieler in der Geschichte der NFL (33 Jahre, 95 Tage), der 1.100 Bälle in seiner Karriere gefangen hat.[34]

Woche 14
- Mit dem 20:17-Sieg der Detroit Lions über die Chicago Bears gelang Matthew Stafford sein achter fourth quarter comeback win in der Saison. Er übertraf damit den alten Rekord von sieben fourth quarter comeback wins, den Peyton Manning bei den Colts 2009 aufstellte.[35]

Woche 15
- Die New England Patriots haben zum achten Mal hintereinander die AFC East für sich entschieden. Sie haben damit die Los Angeles Rams, die den NFC West Division Titel jedes Jahr von 1973 bis 1979 gewannen, eingeholt.[36]

Divisional Round
- Chris Boswell stellte mit den sechs verwandelten Field Goals einen neuen Postseason-Rekord auf.[37]
- Dion Lewis, Runningback der Patriots, ist der erste Spieler in der Geschichte der NFL, der in einem Play-off-Spiel einen Rushing-, einen Receiving- und einen Kickoff Return-Touchdown erzielen konnte.[38]

Super Bowl LI
- Mit der Teilnahme am Super Bowl LI erhöhen Tom Brady und Bill Belichick als Quarterback/Headcoach-Duo den Rekord für gemeinsame Super-Bowl-Teilnahmen auf sieben.[39]
- Die Patriots haben beim Super Bowl LI zum neunten Mal an einem Super Bowl teilgenommen. Damit sind sie vor den Dallas Cowboys, Denver Broncos und Pittsburgh Steelers (alle drei jeweils acht) das Team mit den meisten Super Bowl Teilnahmen.
- Tom Bradys 62 Passversuche, 43 angekommene Pässe und 466 geworfene Yards sind jeweils alle neue Super Bowl Rekorde.[40][41]
- Zum ersten Mal in der Geschichte der NFL ging ein Super Bowl in die Overtime.[41]
- Nach dem 28:3-Rückstand der Patriots gewannen sie das Spiel noch mit 34:28 und schafften damit das größte Comeback in der Geschichte der Franchise und des Super Bowls.[41]

### Saisonbestleistungen
Folgende Saisonbestleistungen wurden 2016 erreicht:
| Statistikwert           | Spieler                             | Wert  |
| ----------------------- | ----------------------------------- | ----- |
| Geworfene Yards         | Drew Brees (NO)                     | 5.208 |
| Geworfene Touchdowns    | Aaron Rodgers (GB)                  | 40    |
| Erlaufene Yards         | Ezekiel Elliott (DAL)               | 1.631 |
| Erlaufene Touchdowns    | LeGarrette Blount (NE)              | 18    |
| Fänge (receptions)      | Larry Fitzgerald (ARI)              | 107   |
| Gefangene Yards         | T. Y. Hilton (IND)                  | 1.448 |
| Gefangene Touchdowns    | Jordy Nelson (GB)                   | 14    |
| Tackles                 | Bobby Wagner (SEA)                  | 167   |
| Sacks                   | Vic Beasley (ATL)                   | 15,5  |
| Interceptions           | Casey Hayward (SD)                  | 7     |
| erzwungene Fumbles      | Vic Beasley (ATL) Bruce Irvin (OAK) | 6     |
| gepuntete Yards         | Johnny Hekker (LAR)                 | 4.680 |
| verwandelte Field Goals | Justin Tucker (BAL)                 | 38    |
| erzielte Punkte         | Matt Bryant (ATL)                   | 158   |